# Sorokin (obwód kurski)
Sorokin (ros. Сорокин) – chutor w zachodniej Rosji, w sielsowiecie baninskim rejonu fatieżskiego w obwodzie kurskim.

## Geografia
Miejscowość położona jest nad Rżawcem (dopływ Krasawki w dorzeczu Swapy), 5,5 km od centrum administracyjnego sielsowietu (Czermosznoj), 9 km na północ od centrum administracyjnego rejonu (Fatież), 54 km na północny zachód od Kurska, przy drodze magistralnej (federalnego znaczenia) M2 «Krym» (część trasy europejskiej E105).
W chutorze znajdują się 23 posesje.
Klimat
Miejscowość, jak i cały rejon, znajduje się w strefie klimatu kontynentalnego z łagodnym ciepłym latem i równomiernie rozłożonymi opadami rocznymi (Dfb w klasyfikacji klimatów Köppena).

## Demografia
W 2010 r. chutor zamieszkiwało 58 osób.